# Tartu
Tartu (németül: Dorpat, délészt nyelvjárásban: Tarto) Észtország második legnagyobb városa, egyben Dél-Észtország legnagyobb települése, Tartu megye (Tartumaa) székhelye. Tartu Észtország tudományos és kulturális központja. Tartuban van az ország legrégebbi egyeteme, melyet 1632-ben alapítottak, továbbá ott található az ország legrégebbi színháza, melynek neve Vanemuine. Tartuban működik az észt Legfelsőbb Bíróság és 2001 óta az Oktatási és Tudományügyi Minisztérium is. Polgármestere 2014-től Urmas Klaas. A város 2024-ben Európa egyik kulturális fővárosa lesz.

## Korábbi nevei
Korábbi nevei voltak: Tarbatu, Dorpat, Dorpt, Derpt, Jurjev.

## Fekvése
Tartu központjának (Városház tér) koordinátái: 58°22'49" N 26°43'21" E. 185 kilométerre terül el Tallinntól, 38,8 km² területen. A városon keresztülfolyik az Emajõgi folyó.

## Történelme

### Korai idők
A régészeti kutatások szerint már a hetedik század óta lakott volt a vidék. 600 körül a helyi csúd törzsek a várhegyen egy fa erődöt építettek, amit Tarbatu-nak neveztek. 1030-ban a kijevi fejedelem, Bölcs Jaroszláv elfoglalta a területet, és megalapította saját városát, Jurjevet. A város ezen a néven szerepel először írott forrásokban. A környék törzsei többször megtámadták az erődöt, 1061-ben el is foglalták. A terület ennek ellenére az 1200-as évek közepéig a Kijevi államhoz tartozott.

### A német lovagrend idején
A Szentföldről kiszoruló lovagrendeket a lengyelek és más, már keresztény államok a térségbe telepítették, hogy a pogány lakosságot (poroszokat, letteket, észteket) keresztény hitre térítsék. Ám a Kardtestvéreket vagy más néven a Livóniai lovagrendet Riga alapító püspöke, Albert hívta létre, hogy hadsereget biztosítson Lett- és Észtország meghódításához és megtérítéséhez. Amint a német terjeszkedés elérte a tartományt és várost, utóbbit többször is ostrom alá vonták a Kardtestvérek (1223 és 1224), míg végül 1224-ben egy második, ezúttal szinte a teljes német Baltikum seregét és szövetségeseit felsorakoztató sereg hosszú és kemény ostrommal  elfoglalta Tartut, a várost innentől a németek Dorpatnak hívták. 1224-ben a létrejön a dorpati egyházmegye, élére Herman püspök került, aki addigi Észtország püspöke volt. 1262-ben Dimitrij novgorodi fejedelem, Alekszandr Nyevszkij fia megpróbálta elfoglalni a várost, de nem sikerült bevenni a várat.
1280-ban Tartu csatlakozott a Hanza-szövetséghez. A kivitel jelentős részét a borostyán alkotta, ami gazdagon fellelhető volt a balti-térségben. A város lakosságát szinte kizárólag németek alkották, és a kereskedelem révén a német dominancia a városban sokáig fennmaradt. A svéd, majd az orosz uralom alatt a város inkább német nyelvű volt, beleértve a kultúrát, az egyetemen is a német nyelv dominált. Ez a dominancia csak a 19. század végére ért véget.
A reformáció lutheri irányzatait a város és környéke 1525-ben fogadta be. A templomok berendezései az erőszakos kép- és ereklyerombolásnak jórészt áldozatul estek.
Az 1558-1583 közötti livóniai háborúban IV. (Rettegett) Iván csapatai 1558-ban elfoglalták a várost, hosszabb ostrom nélkül. A püspököt Moszkvába hurcolták, a Tartui püspökség pedig megszűnt. Az ezt követő háborúban a város hol a lengyelek, hol az oroszok kezén volt.

### Lengyel és svéd időszak
A Jam Zapolski béke értelmében a város és Livónia jelentős része Lengyelországhoz került. A város mai, piros-fehér zászlaját az akkori lengyel királytól, Báthory Istvántól kapta. 1583-ban jezsuita gimnáziumot alapítottak a városban, és megpróbálkoztak a lakosság katolikus hitre való visszatérítésével.
1600-ban háború tört ki Svédország és Lengyelország között a terület birtoklásáért. A svédek még a háború első évében elfoglalták a várost, majd a lengyelek 1603-ban visszafoglalták. 1625-ig a város lengyel kézen volt, majd a svédek végleg elfoglalták. 1629-ben a háború véget ért, és a mai Észtország svéd fennhatóság alá való kerülésével zárult.
1632 fontos év a város történelmében. Ekkor alapította meg II. Gusztáv Adolf svéd király a város egyetemét, az Academia Gustavianá-t. Az 1656-1661 közötti svéd-orosz háborúban a város három évre orosz kézre került.
A város 1704-1721 között a nagy északi háborúban szinte teljesen elpusztult. A város a mai Észtországgal együtt Oroszország része lett az 1721-es Nystadi béke szerint. A várost innentől kezdve Derpt-nek hívják.

### Az Orosz Birodalomban
A várost a háború után szinte teljesen ujjá kellett építeni. Ezt még tetőzte, hogy a városban két nagy tűzvész is tombolt, 1763-ban és 1775-ben. Az újjáépítés során nyerte el az óváros jórészt mai formáját. A legtöbb épület késő barokk vagy klasszicista stílusban épült. A város egyeteme 1802 után újra működött.
A XIX. század második felében a város az észt nemzeti ébredés központja lett. 1869-ben itt rendezték meg az első dalfesztivált, majd egy évvel később itt alakult meg az Észt Nemzeti Színház, a Vanemuine. 1872-ben szintén itt alakult meg az Észt Írók Társasága.
A század végi oroszosítás miatt a várost 1893-tól ismét Yuryevnek nevezték.

### A függetlenségtől napjainkig
Amikor Észtország kikiáltotta függetlenségét, a város német megszállás alatt állt. Az észt függetlenségi háborút lezáró békét a városban kötötték meg 1920. február 2-án a Szovjetunióval. Az egyetem 1919-től újra működött, most már teljesen észt egyetemként (az orosz fakultás elköltözött Voronyezsbe). 1920. október 14-én a városban kötötték meg a szovjet-finn békét is. A város neve Tartu lett, lakossága 50 ezer fő volt.
1940 júniusában a Szovjetunió megszállta Észtországot, Tartut is beleértve. Becslések szerint a városból és környékéről tízezer embert deportáltak.
A második világháborúban a város 1941-ben és 1944-ben is súlyos károkat szenvedett, különösen 1944-ben. A háború után újabb (szovjet) deportálások voltak. Ennek ellenére a város lakossága, jórészt a betelepülő munkások miatt növekedett, az 1949-es 57 ezerről az 1990-es évek végére 100 000-re ugrott, tehát megduplázódott.
A rendszerváltás során az észtországi események központja volt a város. A Balti út keresztülhaladt a városon. A függetlenség helyreállítása után megkezdődött a rendkívül elhanyagolt óváros renoválása. Az egyetem ma is működik, kilenc fakultással.

## Oktatás, kultúra, sport

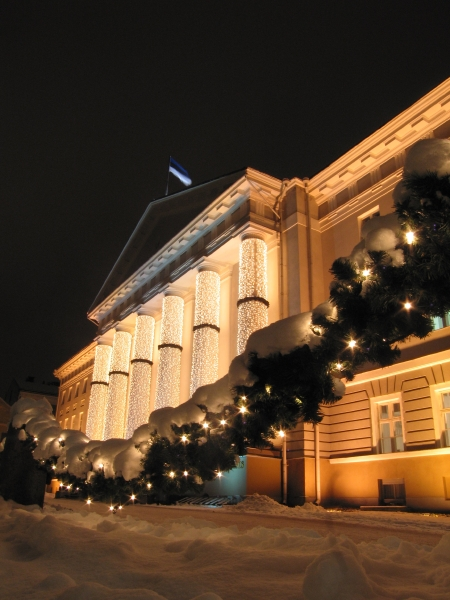
A Tartui Egyetem főépületének homlokzata

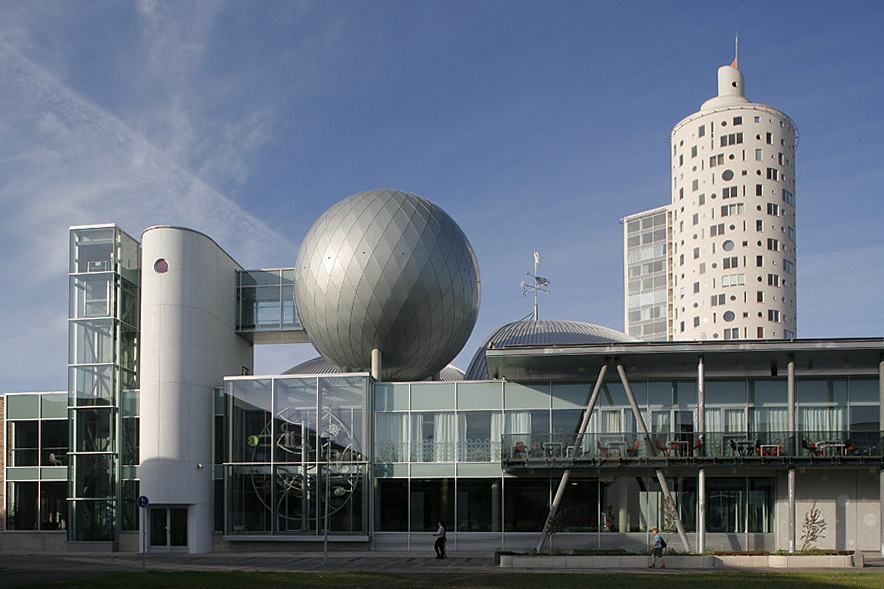
A Tartui AHHAA Tudományos központ épülete

Tartuban található Észtország első felsőoktatási intézménye, a Tartui Egyetem, amit 1632-ben alapítottak. A parkosított, kellemes légkörű várost gyakran "Észak Heidelbergének" nevezik. Az egyetemnek jelenleg 14 700 tanulója van, ebből 500-an csere- vagy vendégdiákok külföldi országokból.
Kilenc kara van:
- Teológiai kar
- Jogi kar
- Orvostudományi kar
- Filozófiai kar
- Sporttudományi kar
- Tudomány- és technológiai kar
- Gazdasági kar
- Matematikai és számítástechnikai kar
- Társadalomtudományi kar[10]

Szintén a városban található a három balti állam nemzetvédelmi egyeteme, a Balti Védelmi Főiskola, az Észt Élettudományi Egyetem (korábban Észt Mezőgazdasági Akadémia), az Észt Repülő Akadémia.
Ezenkívül itt van az Észt Nemzeti Színház, 2001 óta pedig az Észt Oktatásügyi Minisztérium is.
A város legjelentősebb sportegyesülete a Tartu Välk 494, ami jégkorong- és futballcsapatot is fenntart. A város volt a székhelye a 2006-2007 között a Lett jégkorong-bajnokságban szereplő Tartu Big Diamondsnak is. Profi kosárlabdacsapata is van a városnak, aminek Tartu Ülikool (sziklák) a neve. Ezenkívül a városban minden évben megrendezik a nemzetközi hírű tartui sífutó maratont.
Tartu volt 2024-ben Európa kulturális fővárosa.

### Múzeumok
- Észt Nemzeti Múzeum
- Észt Mezőgazdasági Múzeum

## Nevezetességei

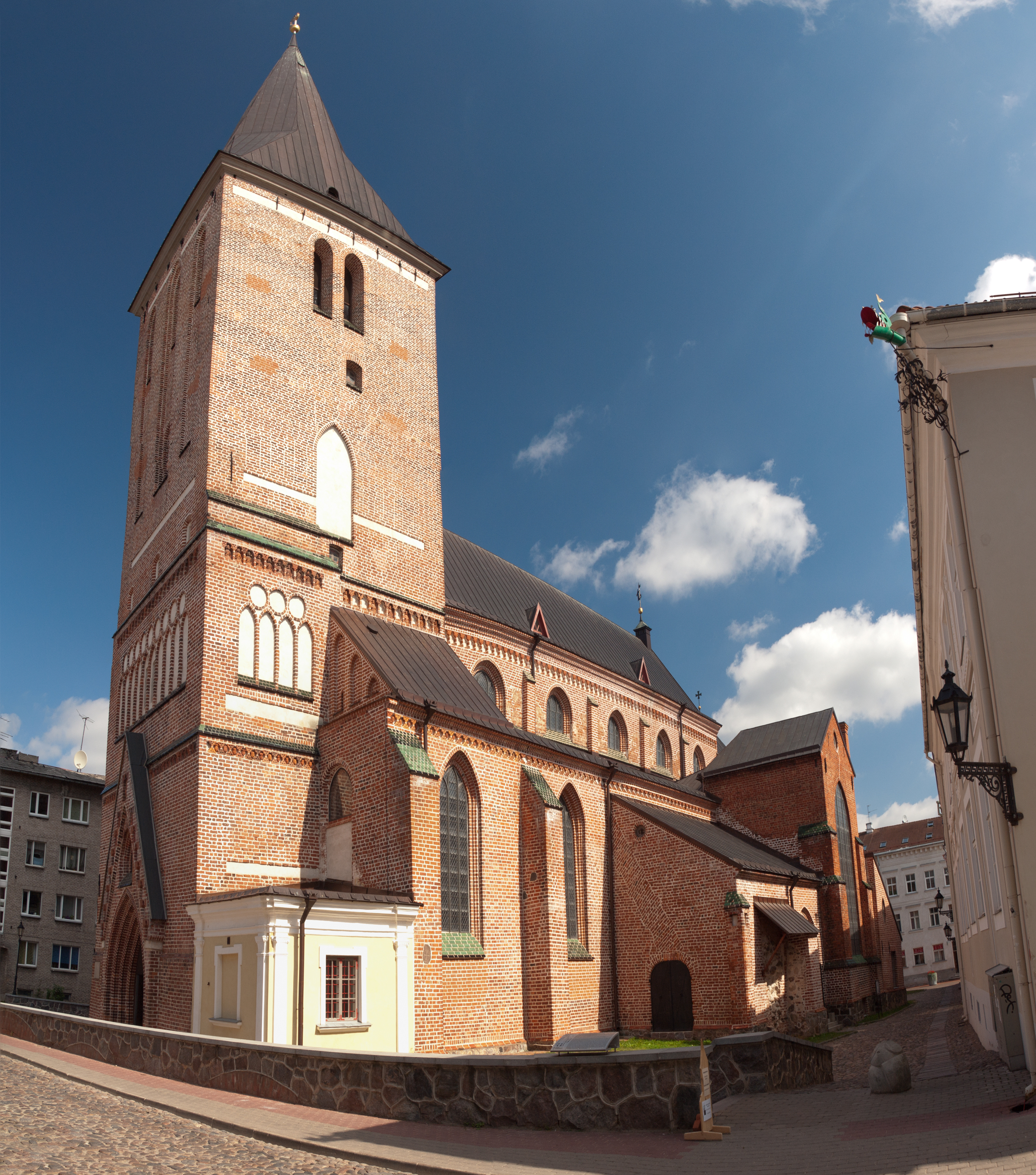
A Szent János-templom homlokzata és déli oldala

### Építészete
A város sok harcot és tűzvészt szenvedett el, így épületei többször károsodtak. A középkori épületek főként kőből épültek, közülük világritkaságnak számít a Szent János-templom, melyen egyedülállóan sok terrakotta szobor látható.  A második világháború is jelentős károkat okozott benne, a szovjet megszállás alatt pedig teljesen elhanyagolták. Felújítása 1989-ben kezdődött, az első istentiszteletet 1997 karácsonyán tartották. 1999-ben két bronz harangot kapott. A város székesegyháza egykor Észak-Európa egyik legnagyobbja volt. Sajnos a templom jelentős része jelenleg is romokban van, jórészt az északi-háború pusztításai miatt. A jelenlegi belvárosra klasszicista stílus a jellemző, mely az 1775-ös tűzvész után az 1800-as évek elején felújított épületek stílusában mutatkozik meg. 1802-ben épült meg a Tartui Egyetem főépülete, míg a campus és további épületek a Toomemägi-dombon kaptak helyet. A Toomemägi-dombon található az 1913-ban épült Ördög híd is.
- A 19. századi polgár lakóháza, mint kiállítás eredeti állapotában megtekinthető.
- Városi múzeuma 1955-től működik jelentős numizmatikai és helytörténeti gyűjteménnyel.

## Közlekedés

### Légi közlekedés
A város légi közlekedését a városközponttól 8 kilométerre délre találhat Tartui repülőtér (vagy Ülenurmei repülőtér) szolgálja ki. 1946-ban nyitották meg, az új terminálépület 1981-ben készült el. 2005-től a Tallinn Airport Ltd. a repülőtér tulajdonosa és üzemeltetője. 2023 év eleji állapot szerint a repülőtéren nincs menetrend szerinti utasforgalom. (Korábban Rigába az Air Baltic, Stockholmba az Estonian Air üzemeltetett járatokat. A Finnair korábbi Tartu–Helsinki járata 2022 szeptemberében szűnt meg.) A repülőtéren található az Észt Repülési Akadémia is.

## Népesség
1977-ben Tartu lakossága meghaladta a 100 000 főt. A 2005-ös népszámlálás szerint nem érték el ezt a létszámot. A 2006. január 1-jei nyilvántartás szerint 99 882 lakosa volt, 79% észt, 17% orosz és 4% egyéb nemzetiségű.
| Lakosok száma | 8450 | 12 185 | 21 014 | 50 342 | 74 000 | 113 000 | 97 000 | 93 715 | 91 407 | 97 759 |
|               | 1825 | 1847   | 1867   | 1922   | 1959   | 1987    | 2015   | 2018   | 2021   | 2024   |

## Testvérvárosai
- Magyarország Veszprém
- Finnország Tampere, Hämeenlinna, Turku
- Lettország, Riga
- Litvánia, Kaunas
- USA, Salisbury, (Maryland)
- Németország, Lüneburg
- Svédország, Uppsala
- Norvégia, Baerum
- Dánia, Frederiksberg
- Hollandia, Deventer, Zutphen
- Olaszország, Ferrara
- Oroszország, Pszkov
- Izland, Hafnarfjörður

## Képgaléria

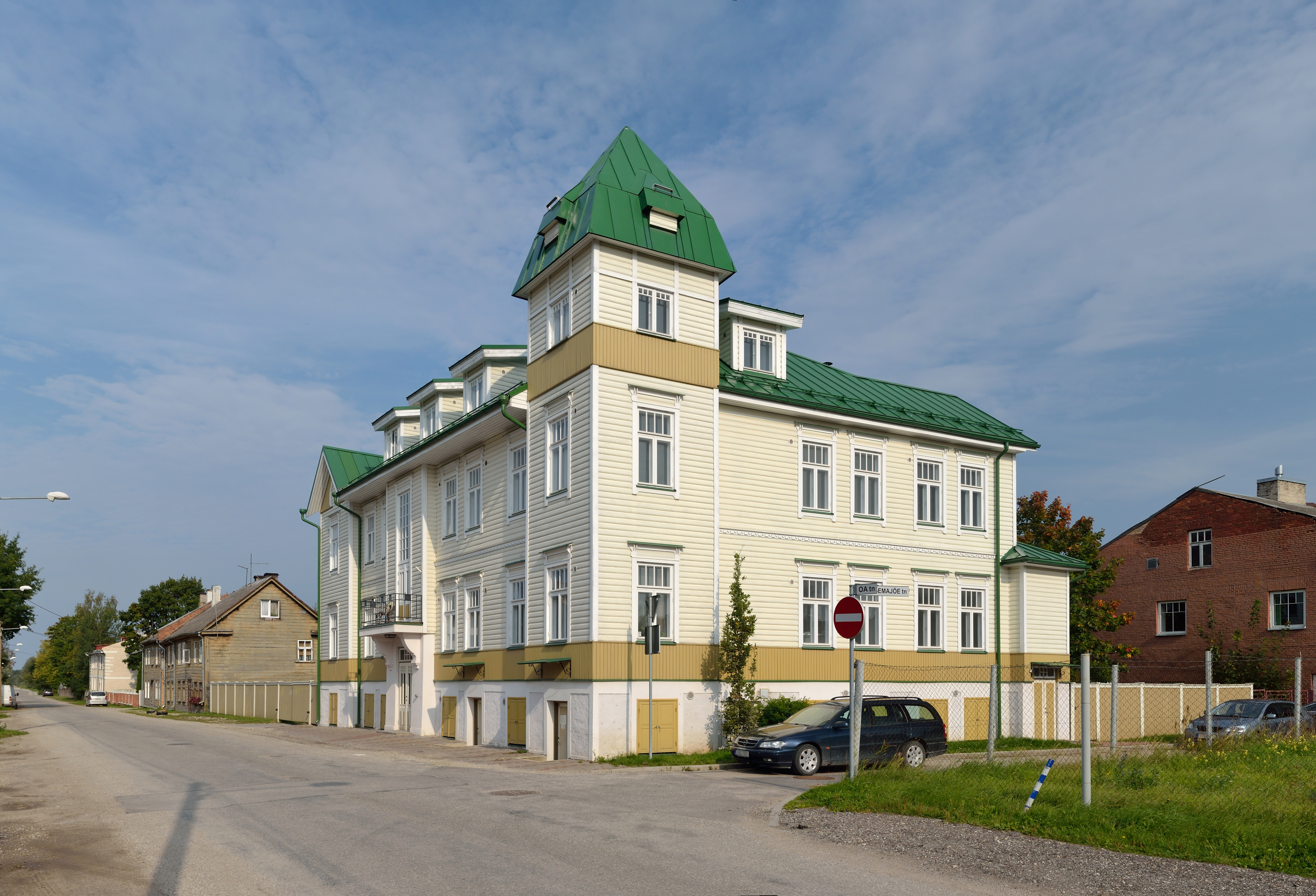
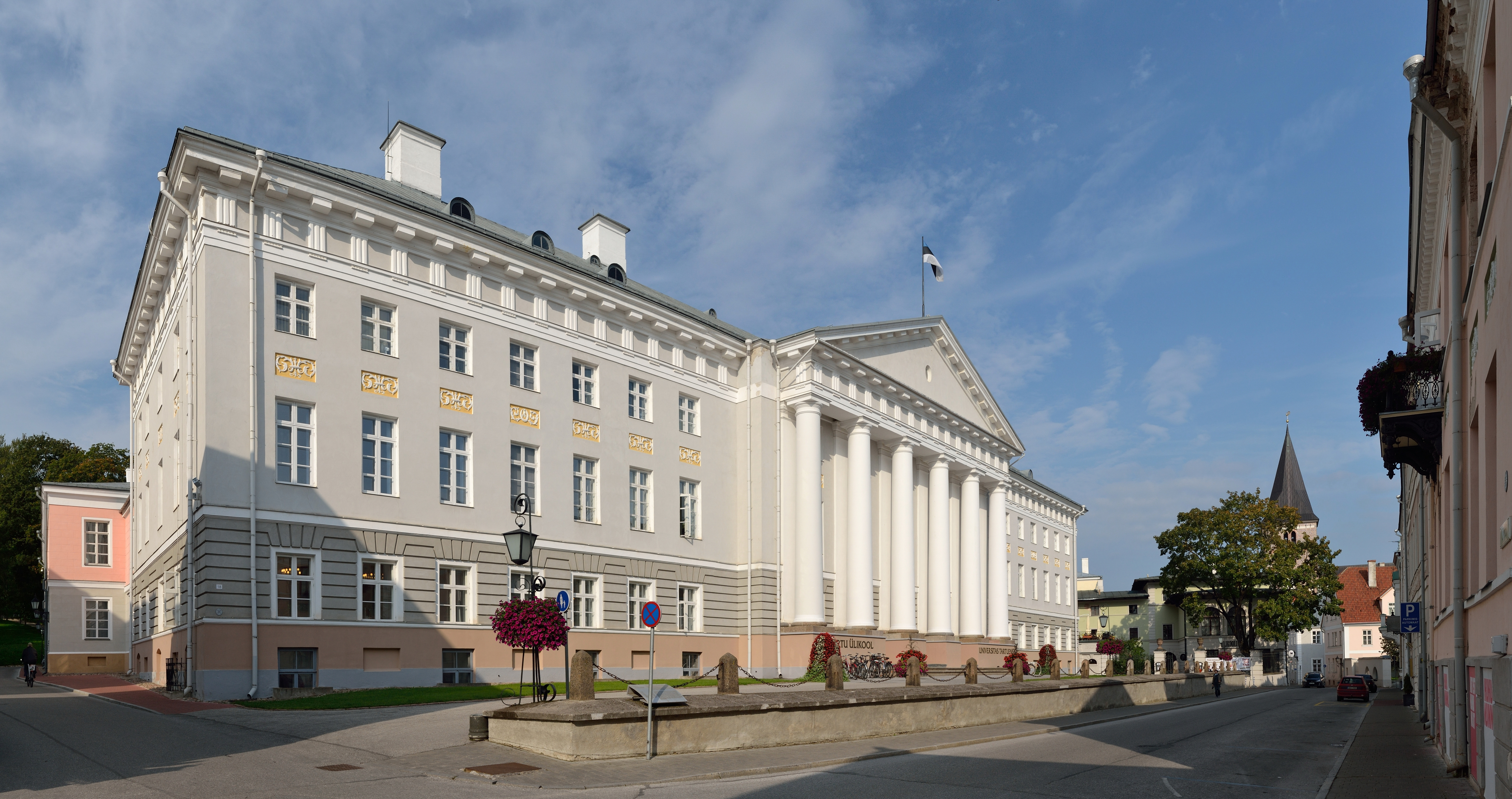
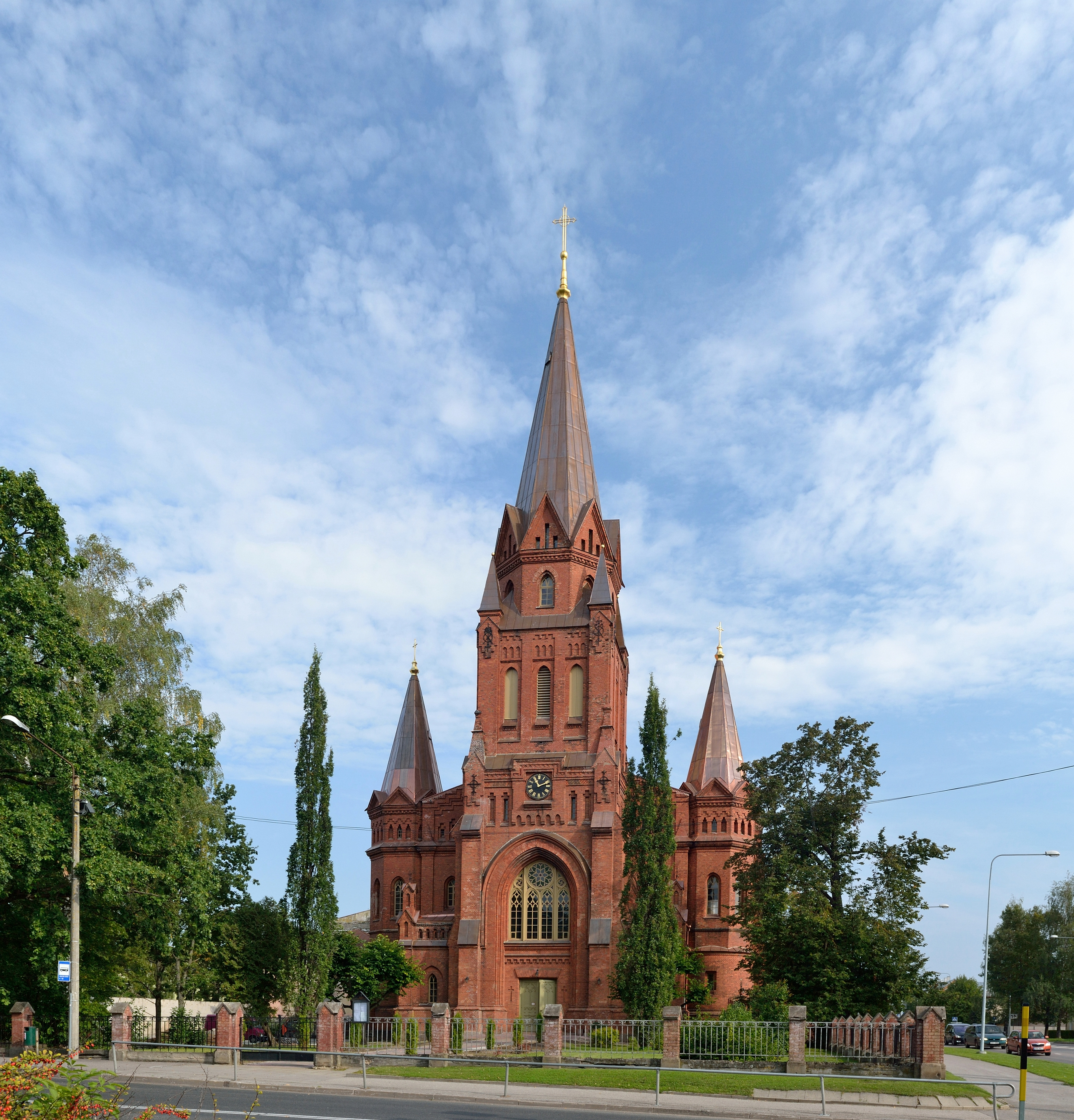
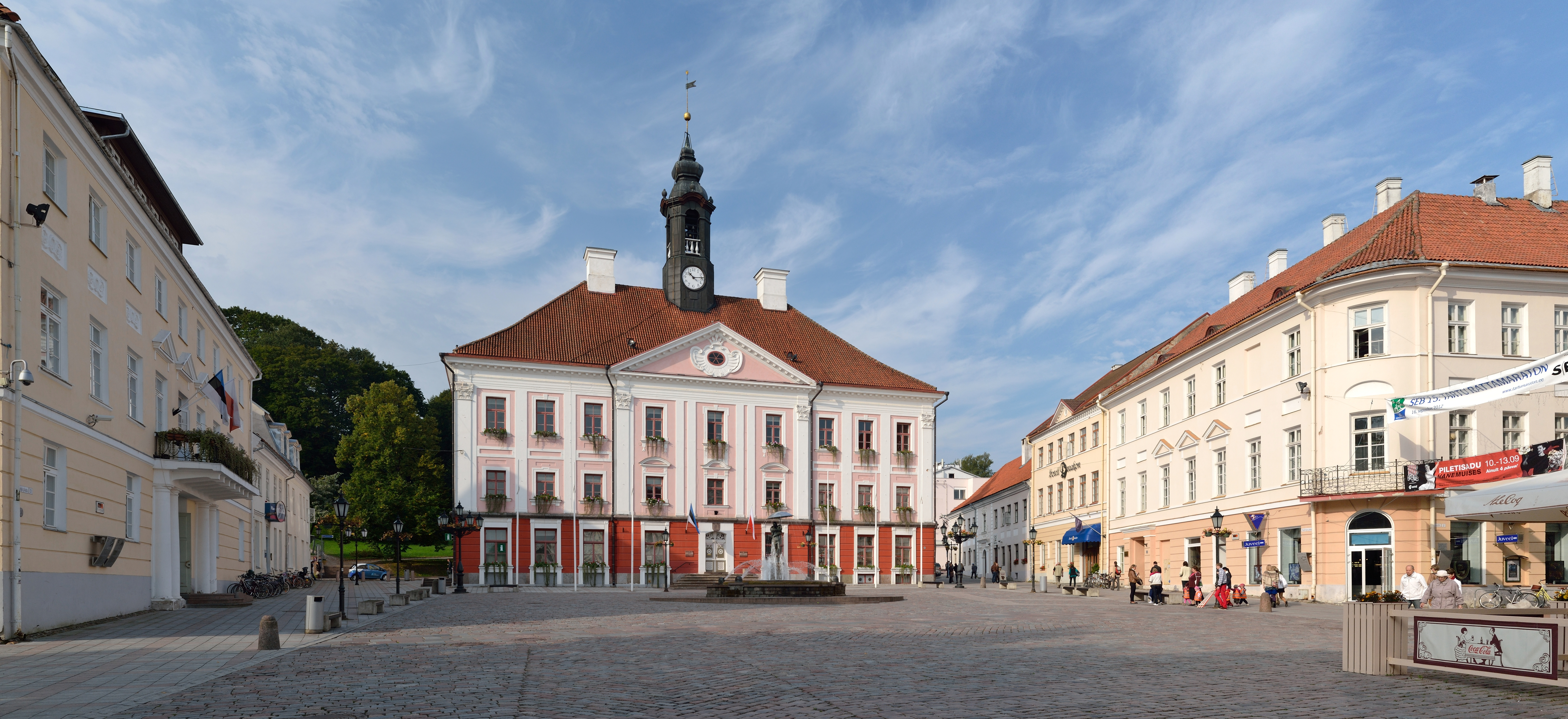
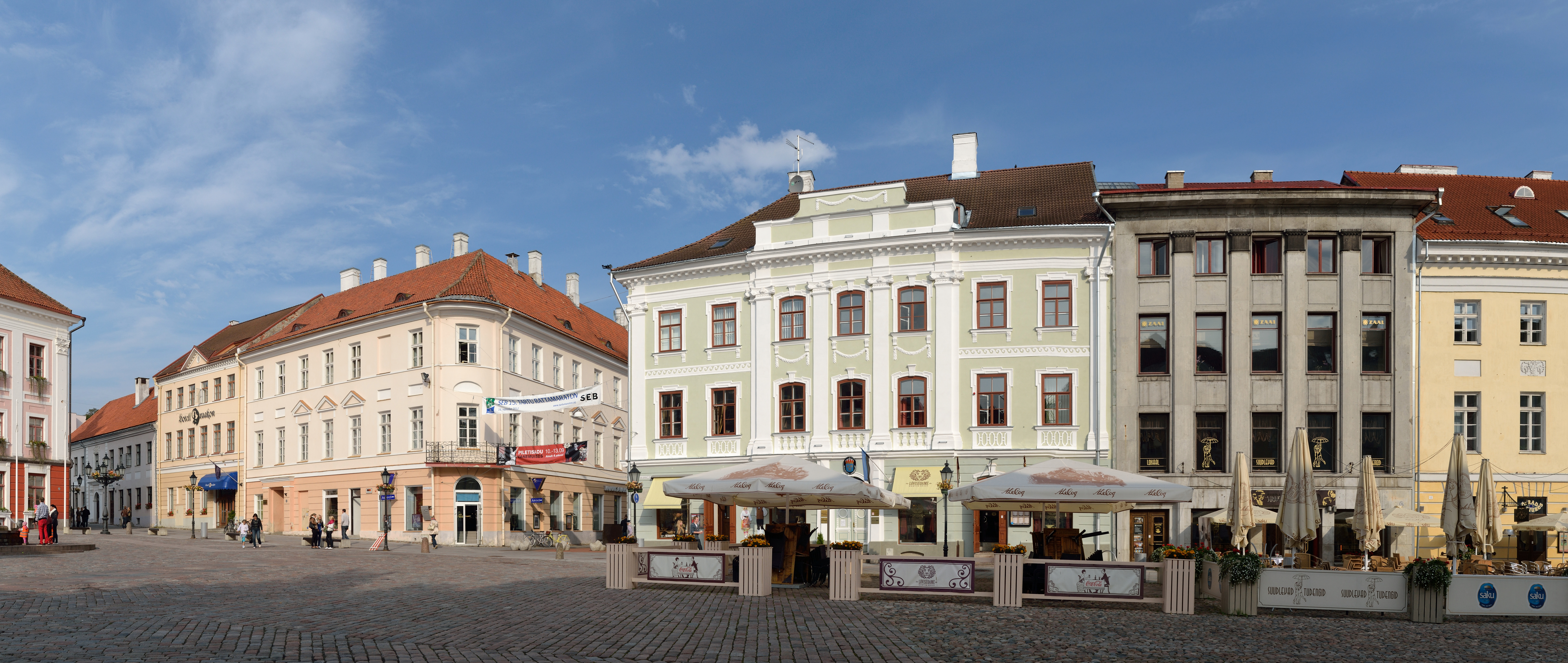
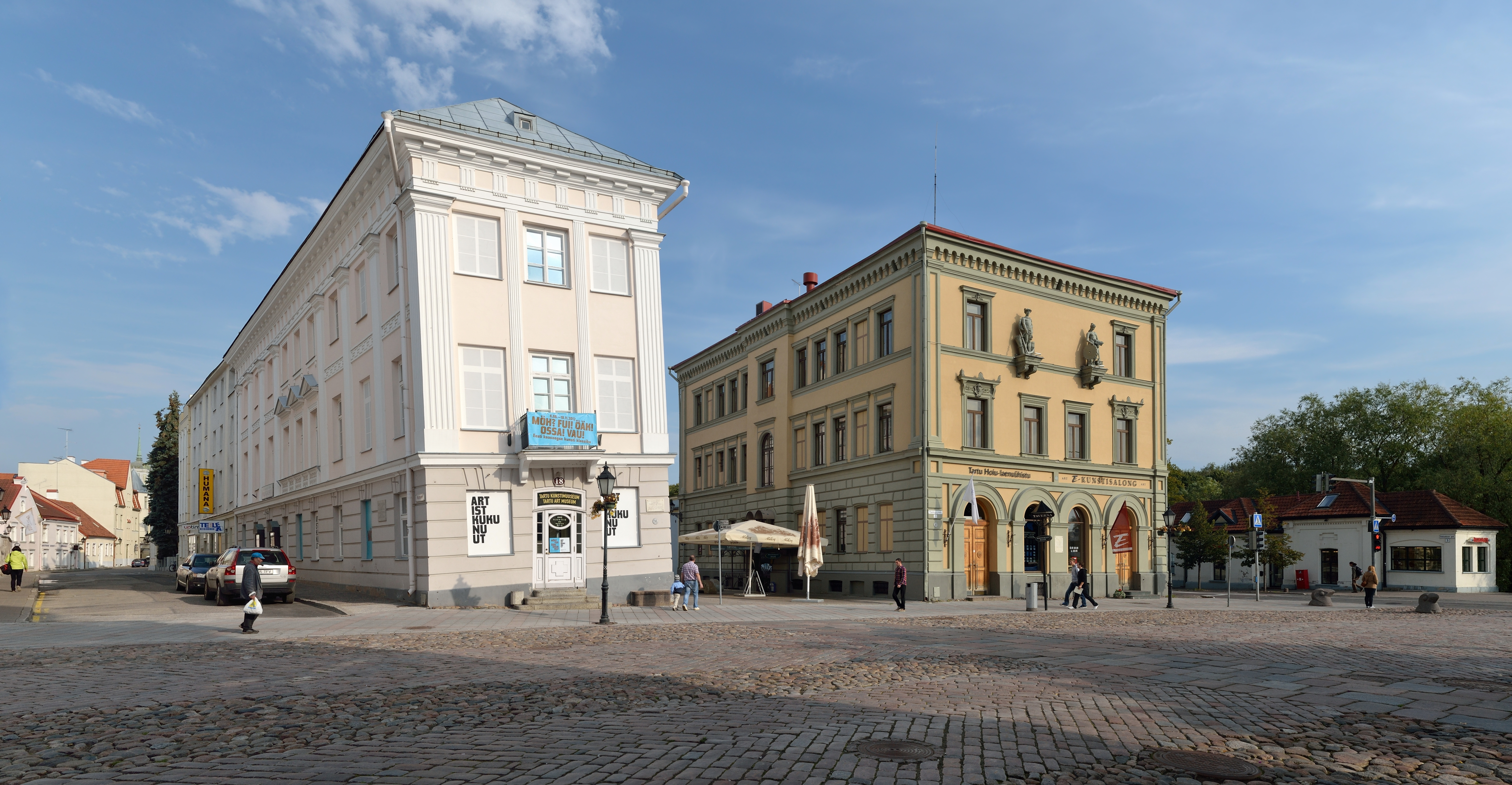
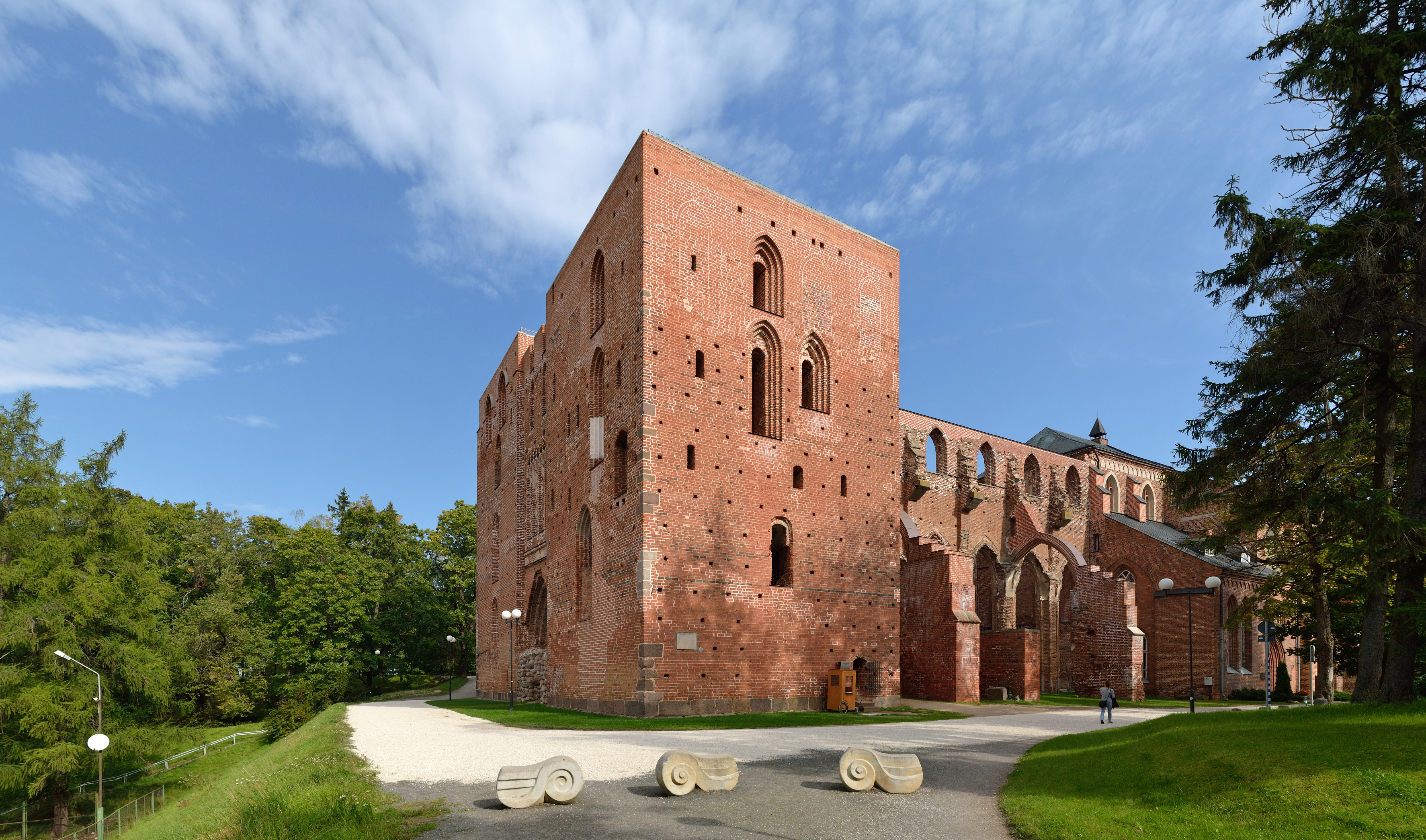
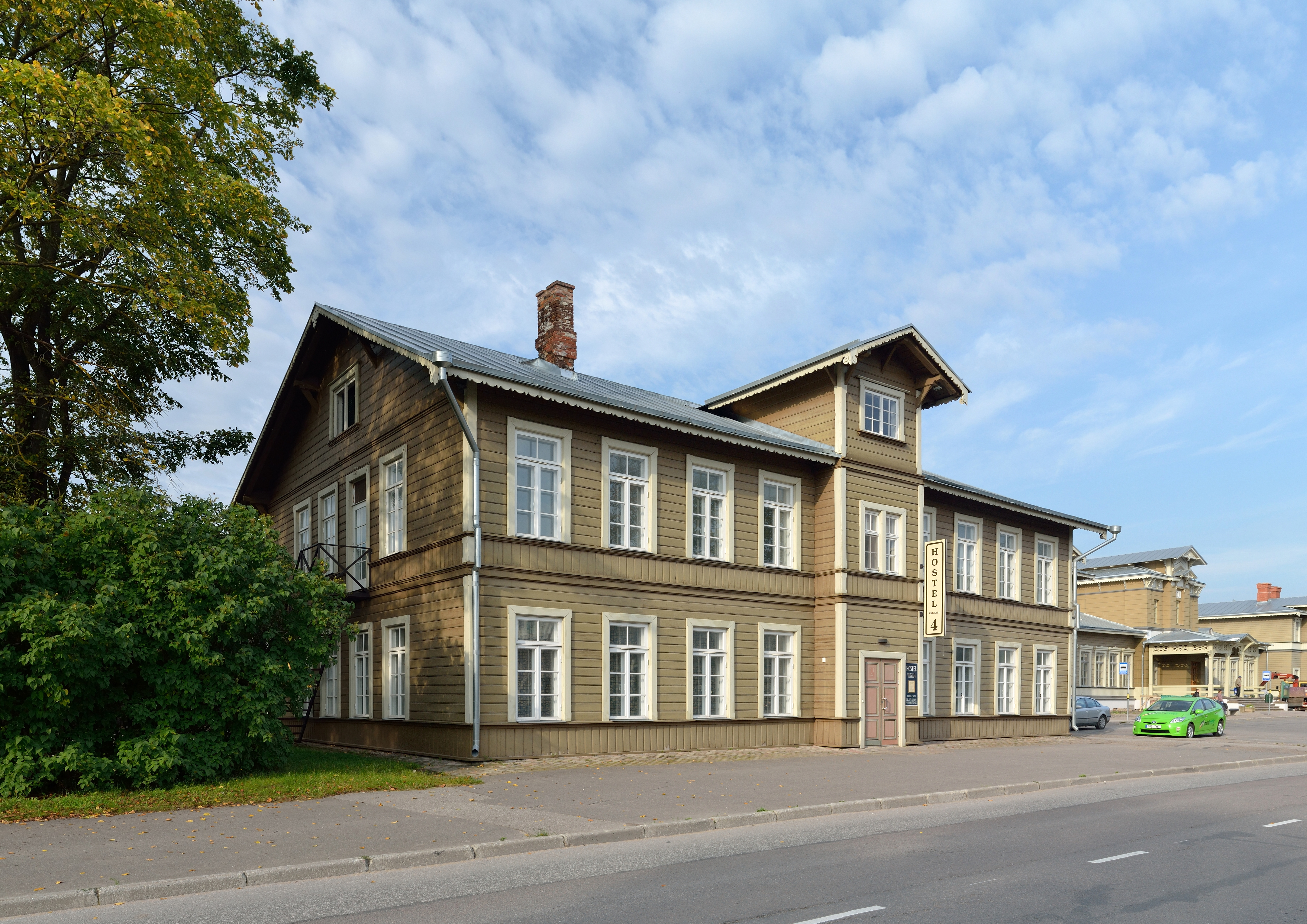